# Жарколь (Карасуский район)
Жарколь (каз. Жаркөл , до 199? г. — Мирное) — упразднённое село в Карасуском районе Костанайской области Казахстана. Входило в состав Железнодорожного сельского округа. Ликвидировано в 2005 году.

## Население
В 1999 году население села составляло 43 человека (17 мужчин и 26 женщин).